# فین‌اینوست
فین‌اینوست (انگلیسی: Fininvest) شرکت هلدینگ خدمات مالی ایتالیایی است، که در زمینه مدیریت سرمایه‌گذاری و مدیریت سهام شرکت‌ها فعالیت می‌کند.
شرکت فین‌اینوست در سال ۱۹۷۸ توسط سیلویو برلوسکونی تأسیس شد و امروزه مالکیت سهام شرکت‌های متعددی را در حوزه‌های رسانه‌های گروهی و خدمات مالی و بانکداری، در اختیار دارد. دفتر مرکزی شرکت فین‌اینوست در شهر رم، ایتالیا قرار دارد و کلیه سهام آن در اختیار خانواده برلوسکونی می‌باشد.